# Марієнштерн (монастир)
Марієнштерн (нім. Kloster Marienstern, дослівно — монастир Зірки Марії) — жіночий монастир цистерціанок, що знаходиться на околицях лужицького села Паньчиці-Куков, Верхня Лужиця, Саксонія. Найважливіший духовний та культурний центр лужичан, які сповідують католицизм. Монастир знаходиться на території, де більшість населення становлять лужичани, у зв'язку з чим верхньолужицька мова активно використовується у монастирському богослужінні.